# Forollhogna
Forollhogna és una muntanya situada a la frontera entre els tres municipis noruecs de: Midtre Gauldal i Holtålen (Trøndelag) i Os (Innlandet). Té una alçada de 1332 metres. Forollhogna és la muntanya més alta dins del Parc Nacional Forollhogna.
La muntanya és d'uns 27 quilòmetres quadrats al sud-est de la localitat de Midtre Gauldal i prop de 30 quilòmetres al nord-oest de Røros.